# Cluse de Nantua
La cluse de Nantua est une vallée de France située dans le département de l'Ain. Au sens strict, elle ne désigne que la cluse où se trouvent la ville de Nantua et son lac. Au sens large, elle inclut le reste de la vallée jusqu'à la sortie du massif du Jura aux portes du Genevois.

## Géographie
Constituée d'une succession de cluses encaissées dans le Jura méridional perpendiculairement au massif, elle s'étire sur plus de vingt kilomètres entre Montréal-la-Cluse et Port à l'ouest jusqu'à Châtillon-en-Michaille non loin de Bellegarde-sur-Valserine à l'est. Avec la cluse des Hôpitaux et la vallée du Rhône dans le Bas-Bugey, la cluse de Nantua constitue l'un des trois principaux axes de communication à travers l'extrémité méridionale du massif du Jura, reliant d'une part la Bresse et le Lyonnais à l'ouest et d'autre part la Savoie et le plateau suisse à l'est. De ce fait, elle est empruntée par la route départementale 1084, l'autoroute A40 et la ligne de Bourg-en-Bresse à Bellegarde qui ont été à l'origine de nombreux travaux d'ingénierie tels des viaducs et des tunnels.
Le fond de la vallée est occupé par les lacs de Nantua et de Sylans et est drainée par la Semine qui se jette dans la Valserine à la sortie orientale de la cluse.

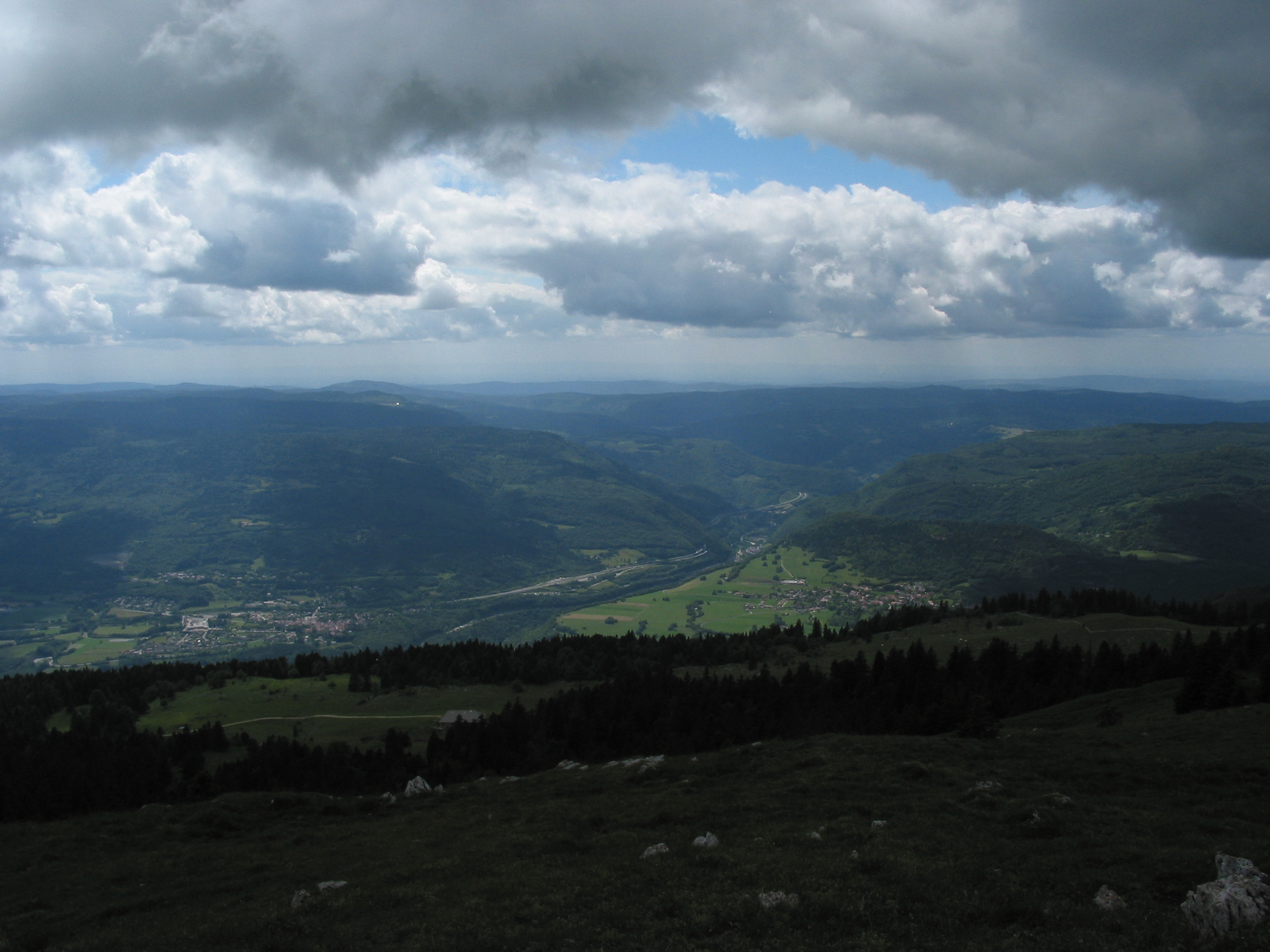
Vue depuis le Grand Crêt d'Eau à l'est de l'entrée orientale de la cluse de Nantua.